# Philodromus hierroensis
Philodromus hierroensis es una especie de araña cangrejo del género Philodromus, familia Philodromidae. Fue descrita científicamente por Wunderlich en 1992.

## Distribución
Esta especie se encuentra en Canarias.